# Yohualticitl
Yohualticitl lub Yoalticitl, Yohaulticetl („Lekarka Nocy”) – w mitologii azteckiej bogini nocy strzegących śpiących dzieci.
Pod imieniem Yoalticitl była boginią – matką bogów, medycyny, lekarzy, panią kąpieli parowych, porodów i kołyski. Wzywana była w trudnych połogach.